# 德莫特 (印地安納州)
德莫特（英語：DeMotte）是一個位於美國印地安納州傑斯帕縣的城鎮。

## 人口
根據2010年美國人口普查的數據，德莫特的面積為9.29平方千米，當中陸地面積為9.29平方千米，而水域面積為0.00平方千米。當地共有人口3814人，而人口密度為每平方千米411人。